# 코버스

코버스의 구조

코버스(라틴어: corvus→까마귀)는 고대 로마 해군이 1차 포에니 전쟁 당시 사용한, 다른 배에 다리를 놓는 장치이다. 하르파고(harpago)라고도 한다. 코버스는 라틴어로 까마귀를 의미하며, 그에 따라 까마귀라고 번역하기도 한다. 까마귀가 먹이를 잡는 모습을 닮았다고 하여 이 명칭이 붙여졌다.
1차 포에니 전쟁에서 카르타고군을 상대로 사용되었다. 충각을 사용한 전술 등 고대의 해전은 조선 기술이 매우 중요했지만, 이 병기를 사용함으로써 해전 경험이 전혀 없던 로마가 강력한 카르타고 해군을 격파할 수 있었다고 한다.
코버스는 폭 1.2미터, 길이 10미터 정도의 가교이며, 평상시에는 활차에 의해 선체 갑판위에 접혀 있다. 가교의 끝부분에는 날카로운 가 아래로 튀어나와 있어 해전에서 선체가 부딪쳤을 때에 활차를 사용하고 가교를 내려, 끝부분을 적함선의 갑판에 꽂아넣어, 승무원이 안전하게 적함선으로 이동할 수 있도록 했다. 로마의 군단병은 카르타고의 병사보다 백병전이 뛰어났으므로, 코버스를 통해 서투른 해전을 유리하게 전개할 수 있었다고 한다.
코버스에도 약점이 있었다고 알려져 있다. 한쪽의 중량이 늘어나서 선체의 무게 균형을 해치게 되어, 폭풍우 등의 경우에 배가 쉽게 전복하기도 했다. 실제로 기원전 255년과 기원전 249년에는 폭풍우에 의해 함대 둘이 거의 전멸했다. 또 전쟁을 통해서 로마의 해군도 해전에 익숙하게 되어, 전쟁 말기에는 사용하지 않게 되었다.